# Dean Rostohar
Dean Rostohar (Zagreb, 1965.), hrvatski majstor borilačkih vještina i instruktor Hrvatske vojske. Pionir je i:4. najbitnija osoba zaslužna za razvoj ninjutsua u Hrvatskoj.:24. Danas je shihan (veliki učitelj, veliki majstor) ove vještine.:4.
Osnivač je i glavni instruktor Specwoga.

## Životopis
Rodio se je u Zagrebu. Od 10. godine bavi se borilačkim vještinama.:25. Od vrlo malih nogu je zainteresiran za borilačke i ratničke vještine, te za vatreno i hladno oružje, pa gdje god ima priliku, proučava ih i bavi se s time. S dvanaest godina upisuje se u streljački klub, gdje ostaje daljnje 4 godine i postiže zapažene rezultate. Vježbao je razne vještine i športove kao šotokan karate, wing chun, budokai, judo, kickboks i u nekima je dostigao majstorsko zvanje. Preko knjige Andrewa Adamsa Ninja – the invisible assasins 1986. godine prvi se je put susreo s ninjutsuom.:25. Kod borilačkih vještina koje je vježbao nije bio zadovoljan kako su se te vještine podučavale i prezentirale (kao športske, bez istinskih moralnih, psihičkih, fizičkih, mentalnih, filozofskih i duhovnih vrijednosti), stoga je pravu vrijednost pronašao u ratničkoj vještini – ninjutsuu. Otad se zanima za ovu vještinu te je tražio učitelja kod kojega bi vježbao ovu vještinu. Nazočio je na raznim seminarima stranih učitelja nejapanaca.:25. Nakon što je poglavar i osnivač Bujinkana, soke Masaaki Hatsumi, učinio vještinu ninjutsua otvorenom i Zapad, održavao je seminare po svijetu, pa je praktičar praktičar borilačkih vještina Rostohar došao u doticaj s ninjutsuom.:6., 23. Naposljetku je Rostohar došao na Hatsumijev seminar, gdje ga je osobno Hatsumi pozvao u Japan učiti izravno od njega. Otad stalno vježba i usavršava se u ninjutsuu.:24.-25.
Uključio se je u obranu Hrvatske od velikosrpske agresije 1991. godine. Ušao je u sastav SJP Alfa. U njoj je bio instruktorom borilačkih vještina i bliske borbe, vođe specijalističke borbene grupe te vođe specijalističkog borbenog voda. Vještinu ninjutsu primijenio je u ratu, gdje mu je više puta spasila život.
Na zahtjev sokea Hatsumija, osnovao je 1993. godine,  prvu i jedinu školu bujinkana u Hrvatskoj.:24.-25. Nadnevkom osnivanja prvog službenog kluba Bujinkan Seishin Dojo-a 1993. označava se početak vježbanja ninjutsua u Hrvatskoj.:4. U pripremama za operaciju Bljesak 1994. godine je ranjen
11. listopada kod Pakraca. U jednoj borbenoj akciji na državnom nivou iza neprijateljskih crta stao je na protupješačku minu i izgubio desnu potkoljenicu. Tijek događaja bio je kao u filmu. Nešto su na zadatku zaboravili. Trebali su se vratiti po to. Jedan drugi kolega trebao je ići, ali se je ponudio Rostohar rekavši da je brži. Kretajući se kroz okupirano ozemlje nagazio je u trku na protupješačku antimagnetnu minu. Munjevito je promislio da je netko bacio bombu na nj jer su bili vrlo blizu neprijateljskoj vojsci. Instinktivno se je bacio u stranu, što mu je spasilo život, jer su ispred njega bile još dvije mine. Izvadio je pištolj spreman uzvratiti napadačima, kojih nije ni bilo. Tad je pogledao sebe i vidio nogu, koja mu je užasno bila utrnula. Visila je na komadiću kože i dokle je bila čizma ona je bila otkinuta. Od adrenalina nije gledao dublje šta je, nego je ostao pribran, te komadićem užeta koje je kao instruktor preživljavanja uvijek imao sa sobom, podvezao nogu te signalizirao kolegama pucnjem u zrak da bi znali da mu se nešto dogodilo. Jedino su ga mogli prenijeti dijelom puta, pa autom u razrušenu pakračku bolnicu. Otamo su pošli prema Kutini, gdje su mu liječnici vidjeli da će ostati bez noge, dali mu infuziju te ga dali prebaciti u Zagreb. Nakon pet sati od ozljede i velika gubitka krvi, stigao je u Zagreb gdje su mu u KB Dubravi amputirali već otkinutu nogu i očistili ranu. Traumatični događaj promijenio mu je život, no već 18 dana nakon teška ozljeđivanja vratio se je treninzima u športskoj dvorani. Tri je mjeseca proveo na rehabilitaciji, ali je stalno bolničke dane kratio vodeći treninge na koje je odlazio štakama i poslije na protezi.
Godine 1995. Dean Rostohar prvi put je otišao u Japan.:25. Sada je jedan od najviše rangiranih učitelja te je proputovao gotovo cijeli svijet i održavo je više od stotinu različitih seminara diljem Europe. Danas u svojoj školi trenira i podučava specijalne postrojbe, vojsku, zaštitare i policiju ratničkim vještinama. Nositelj je naslova shihan (veliki majstor), shibu cho (poglavar ogranka) za Hrvatsku u bujinkan ninjutsuu:24. te zvanja kugyo happo biken, popularno 15. dan (u ninjutsuu osim tradicijskih 10. danova postoje dodatni stupnji, svaki posebnog imena).:25.
Radi proširivanja znanja i vještine, osnovao je skupinu Specwog® kojoj je glavni instruktor. Početci su joj 2001. godine, kad je organizirao malu grupu entuzijasta koji se žele usavršavati, vježbati i istraživati svevidove borilačkih i ratničkih vještina i sve oblike taktičkih treninga u svim segmentima: od borilačkih do ratničkih vještina, od samoobrane do antiterorizma, od goloruke borbe do borbe oružjem s oštricama i štapovima, od vatrenog oružja i opreme do zaštite osoba te preživljavanja u ekstremnim uvjetima.:25.-26.

## Nagrade i priznanja
Predsjednik RH Franjo Tuđman odlikovao ga je za zasluge u Domovinskom ratu.